# Mwai Kibaki
Mwai Kibaki, kenijski politik in 3. predsednik Kenije, * 15. november 1931, Gatuyaini, Othaya, Nyeri, Kenija, † 21. april 2022. 
Kibaki je bil tretji predsednik neodvisne Kenije v zgodovini. Slovesno je zaprisegel 30. decembra 2002. Na položaju ga je aprila 2013 nasledil Uhuru Kenyatta.